# Borba
Borba (v srbské cyrilici Борба, v češtině doslovně boj) byl srbský a jugoslávský nezávislý deník. Vycházel v srbštině (srbochorvatštině).
Vznikl v roce 1922 jako ústřední tiskový orgán jugoslávských komunistů (od roku 1954 orgán SSRNJ).Zpočátku mohl vycházet svobodně, po politických změnách z ledna 1929 byl však zakázán (jugoslávská komunistické strana byla v ilegalitě již téměř od dob svého vzniku) - dlouhou dobu byl totiž oficiálně veden jako nezávislý deník.
Vycházel nejprve v Záhřebu, za druhé světové války na několika místech (např. v osvobozené Užici), po osvobození Bělehradu pak od listopadu 1944 v jugoslávské metropoli. Od roku 1948 byl vydáván také i v Záhřebu (v latince). V padesátých a šedesátých letech patřil k nejvlivnějším jugoslávským deníkům. Borba vycházela v rekordně vysokých nákladech a její vydání patřila k nejobjemnějším. V pozdějších letech se začalo dařit i konkurenčním, regionálním titulům, jakými byly např. Večernje novosti, Nova Makedonija, Pobjeda, či Delo.[zdroj?] Po pádu komunistického režimu v ztratil svoji politickou úlohu a roku 2008 byl nakonec zprivatizován. Nedlouho později zanikl.
Ve funkci šéfredaktorů deníku se vystřídali Zlatko Šnajder, Vladimir Čopić, Ivan Krndelj, Ognjen Prica, Josip Kraš, Veselin Masleša, Marijan Stilinović, Puniša Perović, Veljko Vlahović, Vlajko Begović, Lazar Mojsov, Moma Marković a Vladimir Dedijer.